# 크리스천 사이언스 모니터

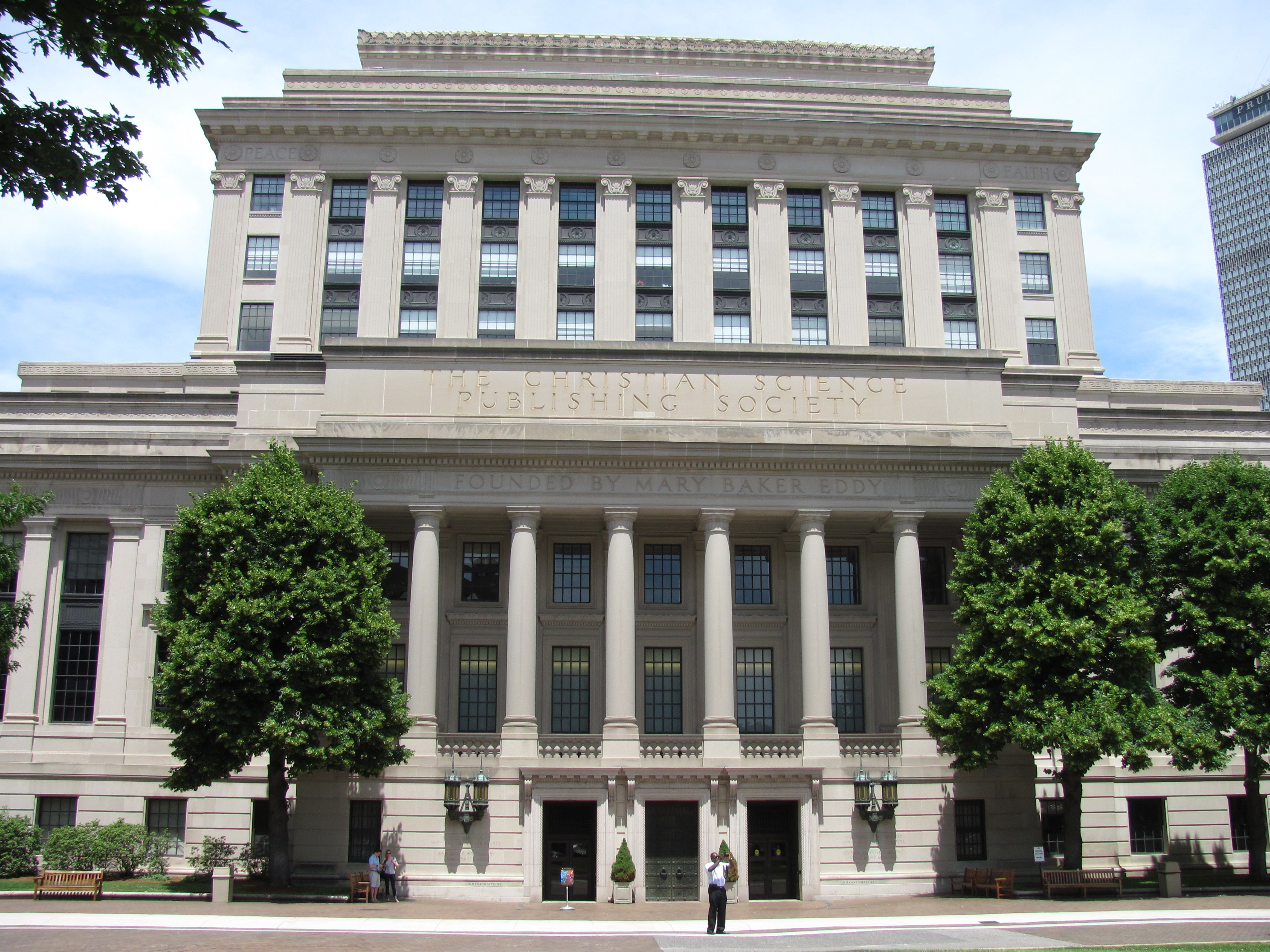

《크리스천 사이언스 모니터》(The Christian Science Monitor, CSM)는 미국 보스턴을 기반으로하는 국제 언론 기관으로, 온라인과 주간지를 통해 뉴스를 보도하고 있다. 기독교계 새로운 종교 단체 크리스천 사이언스의 창시자 메리 베이커 에디에 의해 1908년에 창간되었다. 2008년 10월 28일 일간지를 폐지할 것이라 예고하였고, 이듬해 4월부터 주간지와 온라인으로 뉴스를 전하고 있다.